# Maria Vittoria Sperotto
Maria Vittoria Sperotto (Schio, 20 november 1996) is een Italiaans voormalig wegwielrenster.
Sperotto won de eerste Ronde van Guangxi 2017 door onder andere Amy Cure en Lucy Garner te verslaan. Eerder dat jaar pakte ze in de Ronde van Chongming de witte trui van de beste jongere en won ze met BePink de ploegentijdrit in de Setmana Ciclista Valenciana.
In de Ronde van Italië voor vrouwen 2021 sprintte ze in de 8e etappe naar de derde plaats achter Lorena Wiebes en Emma Norsgaard.
Ze reed in 2016 voor de Italiaanse wielerploeg Servetto Footon, in 2017 en 2018 voor BePink, in 2019 voor Bigla Pro Cycling dat medio 2020 verder ging als Paule Ka en ze sloot haar carrière af in 2021 bij A.R. Monex.
Alzini · Banks · Chabbey · Harvey · Leth · Norsgaard · Nosková · Sperotto · Thomas · Uttrup Ludwig · Wright
Alzini · Banks · Chabbey · Fisher-Black · Harvey · Koppenburg · Norsgaard · Nosková · Reusser · Sperotto · Stirnemann · Thomas · Wright